# 托曼 (加利福尼亞州)
托曼（英語：Thoman）是位於美國加利福尼亞州納帕縣的一個非建制地區。該地的面積和人口皆未知。

## 地理
托曼的座標為38°29′28″N 122°27′07″W / 38.49111°N 122.45194°W，而該地的平均海拔高度為68米（即223英尺）。